# جعفر کفائی
جعفر کفائی (زاده ۱۲۸۸ نجف) دیپلمات بلندپایه دوران پهلوی و نماینده مجلس شورای ملی بود.
برادر بزرگتر دکتر حمید کفائی فرزند میرزا احمد کفایی و نوه ملا محمدکاظم آخوند خراسانی مرجع بزرگ شیعه بود. او نیز همچون پدرانش تحصیلات حوزوی کرد اما در سال ۱۳۰۶ لباس روحانیت را از تن به در آورد و به عنوان منشی دادگاه در عدلیه استخدام شد. در سال ۱۳۱۰ به وزارت امور خارجه انتقال یافت.
کفائی همزمان با اشتغال در سفارت ایران در پاریس، در دانشگاه تحصیل کرد و در رشته حقوق فارغ‌التحصیل شد. مأموریت دیپلماتیک خارجی بعدی‌اش دبیردومی سفارت ایران در قاهره بود. تا اینکه در دی ۱۳۲۵ در انتخابات دوره پانزدهم مجلس شورای ملی از تربت حیدریه شرکت کرد و با کسب ۱۱۲۶۳ رأی از مجموع ۱۴۰۹۲ رأی که به صندوق‌ها ریخته شد، به مجلس راه یافت.
جعفر کفائی در سال ۱۳۲۸ به عضویت مجلس مؤسسان دوم قانون اساسی انتخاب شد که تغییراتی در قانون اساسی داد و از جمله مجلس سنا را برای نخستین بار افتتاح کرد. سپس با پایان دوران نمایندگی‌اش به وزارت امور خارجه بازگشت و رئیس اداره اطلاعات و انتشارات شد و در سال ۱۳۳۳ به عنوان سرکنسول و نماینده ایران در دفتر اروپایی سازمان ملل متحد در ژنو راهی سوییس شد.
کفائی پس از بازگشت از مأموریت سوییس در سال ۱۳۳۷ عضویت شورای عالی سیاست گذاری خارجی و معاون وزارت امور خارجه شد. پس از آن به عنوان سفیر رهسپار آتن شد. در سال ۱۳۴۱ سفیر ایران در پاکستان (و سفیر اکردیته در سیلان) و در سال ۱۳۴۴ به مدت دو سال سفیر ایران در ترکیه شد.